# The Bachelor Party
The Bachelor Party is een Amerikaanse dramafilm in zwart-wit uit 1957 onder regie van Delbert Mann. De film is een remake van een in 1953 vertoonde aflevering uit de anthologieserie The Philco Television Playhouse en werd destijds in Nederland uitgebracht onder de titel Nacht van de vrijgezellen.

## Verhaal
Charlie Samson is een pasgetrouwde jonge boekhouder in New York die avondlessen volgt om zich op te werken tot accountant. Zijn collega Arnold Craig staat op het punt om te trouwen, waarop enkele mannen op het kantoor besluiten een vrijgezellenfeest te organiseren. Na het feest duiken ze het nachtleven van de grote stad in en wordt Charlie benoemd tot getuige van de bruidegom. Zijn loyaliteit naar zijn vrouw wordt op de proef gesteld wanneer hij op straat een aantrekkelijke jongedame tegen het lijf loopt die interesse in hem toont. Ook de andere mannen lopen elk tegen een dilemma aan diezelfde avond.

## Rolverdeling
| Acteur         | Personage                   |
| -------------- | --------------------------- |
| Don Murray     | Charlie Samson              |
| E.G. Marshall  | Walter                      |
| Jack Warden    | Eddie Watkins, de vrijgezel |
| Philip Abbott  | Arnold Craig                |
| Larry Blyden   | Kenneth                     |
| Patricia Smith | Helen Samson                |
| Carolyn Jones  | The Existentialist          |
| Nancy Marchand | Mrs. Julie Samson           |

## Productie
Actrice Diana Darrin werd overwogen voor de vrouwelijke hoofdrol.

## Ontvangst
De film werd destijds beschouwd als controversieel en werd met open armen ontvangen door de Amerikaanse pers. Zodoende werd de film in 1957 voorgedragen voor een Gouden Palm op het filmfestival van Cannes, maar verloor van Friendly Persuasion (1956). Carolyn Jones werd voor haar rol genomineerd voor een Oscar voor beste vrouwelijke bijrol, maar verloor van Miyoshi Umeki in Sayonara (1957).